# Commissaire aux droits de l'homme du Conseil de l'Europe
Ne doit pas être confondu avec Commission européenne des droits de l'homme, Commissaire européen, Agence des droits fondamentaux de l'Union européenne ou Haut-Commissaire des Nations Unies aux droits de l’homme.
Le Commissaire aux droits de l’homme du Conseil de l'Europe est une institution indépendante au sein du Conseil de l’Europe ; sa mission est de promouvoir la prise de conscience et le respect des droits de l’homme dans les États membres de cette organisation dont le siège est à Strasbourg. Depuis le 1er avril 2024 le commissaire est Michael O'Flaherty qui a succédé à l’Espagnol Álvaro Gil-Robles, au Suédois Thomas Hammarberg, au Letton Nils Muižnieks et à la Bosnie-Herzégovienne Dunja Mijatović.
Élu par l’Assemblée parlementaire du Conseil de l’Europe, le commissaire entretient un dialogue permanent avec les États membres ; il s’emploie sans relâche à sensibiliser aux droits de l’homme et à favoriser le développement de structures nationales des droits de l’homme. Il effectue des visites dans tous les États membres pour y évaluer la situation des droits de l’homme et publie des rapports, des avis et des recommandations aux gouvernements.
Le commissaire coopère également avec de nombreux partenaires, y compris l’Union européenne, l’Organisation des Nations unies et ses agences spécialisées, ainsi que les grandes ONG de défense des droits de l’homme, des universités et des cercles de réflexion.

## Mandat
D’après son mandat établi dans la résolution (99) 50 du Conseil de l’Europe (adoptée le 7 mai 1999) , le commissaire aux droits de l’homme a notamment pour mission de :
- œuvrer pour le respect des droits de l’homme et aider les États membres à mettre en œuvre les normes du Conseil de l’Europe en la matière ;
- promouvoir l'éducation et la sensibilisation aux droits de l’homme dans les États membres du Conseil de l’Europe ;
- mettre au jour d’éventuelles insuffisances dans le droit et la pratique en matière de droits de l’homme ;
- faciliter les activités des médiateurs nationaux et d’autres structures de protection des droits de l’homme ;
- faire un travail de conseil et d’information sur la eprotection des droits de l’homme dans toute la région[2].

Les États membres « facilitent les contacts du ou de la commissaire dans le cadre de sa mission, y compris ses déplacements et lui fournissent en temps utile les informations qu’il ou elle demande », c’est une obligation. Le commissaire « exerce ses fonctions en toute indépendance et avec impartialité » ; il « peut intervenir sur la base de toute information pertinente au regard de ses fonctions. »
Le commissaire « peut prendre directement contact avec les gouvernements des États membres du Conseil de l’Europe ». Il peut aussi « émettre des recommandations, avis et rapports ».
Dans l’exercice de ses fonctions, il ne peut être « ni arrêté ni poursuivi sur les territoires de tous les membres en raison des opinions ou des votes émis ».
La Convention européenne des droits de l'homme modifiée par le 14e Protocole permet au commissaire relative la Cour européenne des droits de l'homme la tierce intervention, disant que "Dans toute affaire devant une Chambre ou la Grande Chambre, le Commissaire aux Droits de l'Homme de Conseil de Europe peut présenter des observations écrites et prendre part aux audiences.

## Élection
Le commissaire est élu sur une liste de trois candidats par l’Assemblée parlementaire du Conseil de l’Europe. Les candidats doivent être ressortissants d’un État membre qui présente leur candidature.
D’après la résolution (99) 50 :
« Les candidats(es) doivent être d’éminentes personnalités européennes de la plus haute moralité, possédant une compétence reconnue dans le domaine des droits de l’homme, connus pour leur attachement aux valeurs du Conseil de l’Europe et investis de l’autorité personnelle nécessaire pour s’acquitter efficacement des tâches incombant au ou à la commissaire. Pendant la durée de son mandat, le ou la commissaire ne peut exercer aucune activité incompatible avec les exigences de disponibilité requise par une activité exercée à plein temps. »
Le commissaire est élu « pour un mandat non renouvelable de six ans ».

## Activités
Visites dans les pays et dialogue avec les autorités nationales et la société civile

Le commissaire effectue des visites dans tous les États membres pour surveiller et évaluer la situation des droits de l’homme. Lors de ces visites, il rencontre les plus hauts représentants du gouvernement, du parlement, de l’appareil judiciaire, de la société civile et des structures nationales des droits de l’homme. Par ailleurs, il dialogue avec des gens ordinaires ayant des préoccupations liées aux droits de l'homme et se rend dans des établissements où la question des droits de l’homme est sensible : prisons, hôpitaux psychiatriques, structures d’accueil des demandeurs d’asile, écoles, orphelinats et autres lieux où vivent des groupes vulnérables et de la minorité.
À l’issue de ses visites, le commissaire adresse aux autorités du pays concerné un rapport ou une lettre qui contiennent une évaluation de la situation des droits de l’homme et des recommandations indiquant comment remédier aux insuffisances constatées dans la législation et la pratique. De plus, le commissaire a le droit d’intervenir en qualité de tierce partie dans les procédures devant la Cour européenne des droits de l'homme, en présentant des observations écrites ou en prenant part aux audiences.
Travail thématique d’information et de conseil sur la mise en œuvre systématique des droits de l'homme

Le commissaire effectue un travail thématique sur des sujets qui sont au cœur de la protection des droits de l'homme en Europe. Il donne des conseils et des informations sur la prévention des violations des droits de l'homme et publie des avis, des documents thématiques et des rapports.
Activités de sensibilisation

Le commissaire s’emploie à promouvoir la sensibilisation aux droits de l’homme dans les États membres, en organisant des séminaires et des manifestations sur différents thèmes ou en y participant. Le commissaire cultive un dialogue permanent avec les gouvernements, les organisations de la société civile et les institutions éducatives pour que la population soit davantage sensibilisée aux normes des droits de l'homme. Il contribue enfin au débat et à la réflexion sur les grandes questions d’actualité touchant aux droits de l'homme en entretenant des contacts avec les médias et en faisant paraître régulièrement des articles et des documents thématiques.
Dans le cadre de ses visites de pays, de son travail thématique et de ses activités de sensibilisation, le commissaire accorde une attention particulière à la protection des défenseurs des droits de l'homme. Il coopère étroitement avec d’autres organes du Conseil de l'Europe et avec des instances internationales très diverses, notamment l’Organisation des Nations unies et ses agences spécialisées, l’Union européenne et l’Organisation pour la sécurité et la coopération en Europe (OSCE). Le  Bureau travaille aussi en étroite collaboration avec les structures nationales des droits de l’homme et  les organisations non gouvernementales de défense des droits de l’homme de premier plan, ainsi qu’avec des universités et des groupes de réflexion.